# Friedrich Eisenkolb
Friedrich „Fritz“ Eisenkolb  (* 5. Januar 1901 in Warnsdorf, Bezirk Warnsdorf, Böhmen; † 29. September 1967 in Dresden) war ein deutscher Metallurg.

## Leben

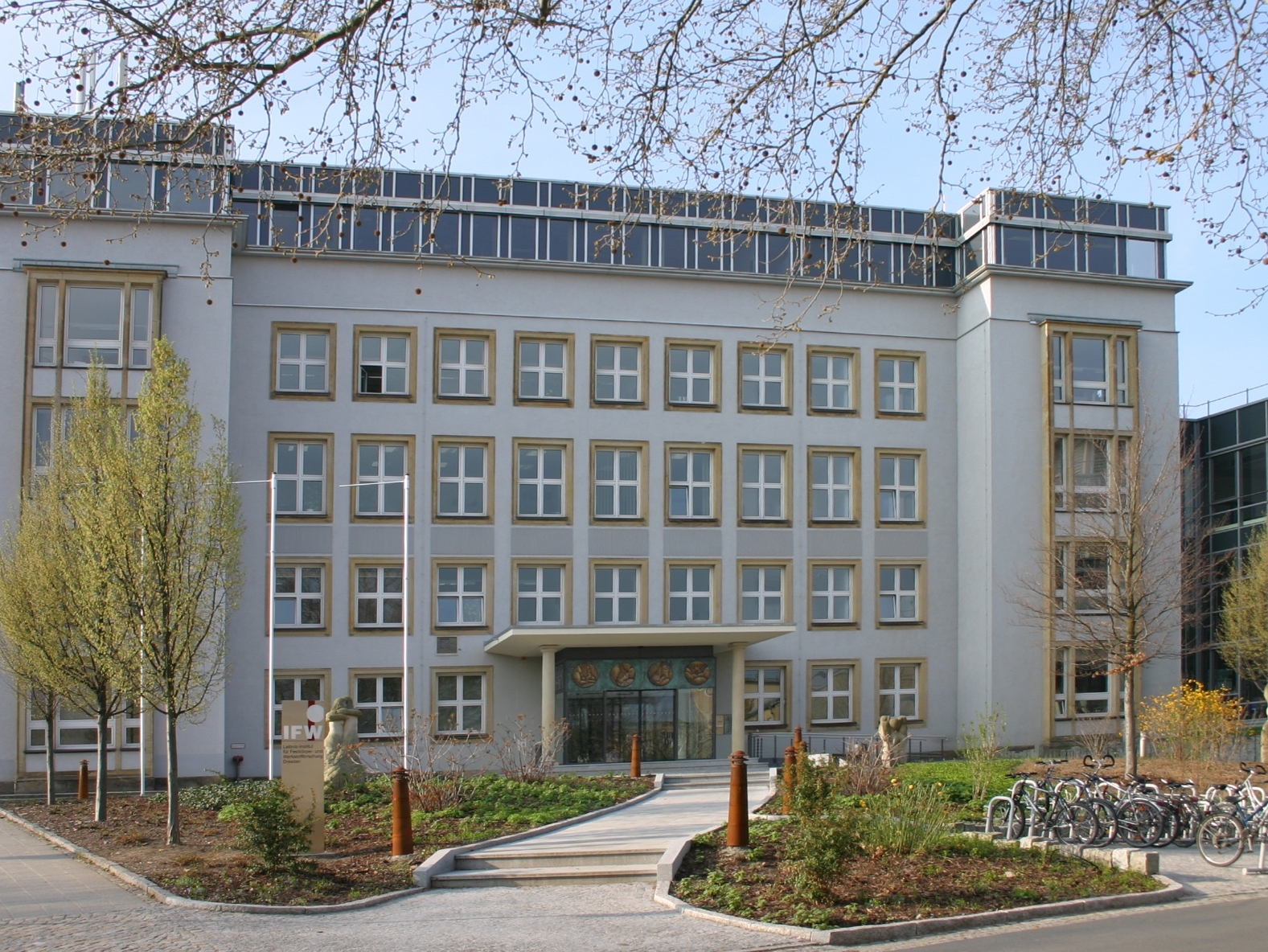
Leibniz-Institut für Festkörper- und Werkstoffforschung (IFW) Dresden, Hauptgebäude Helmholtzstraße 20 (2007)

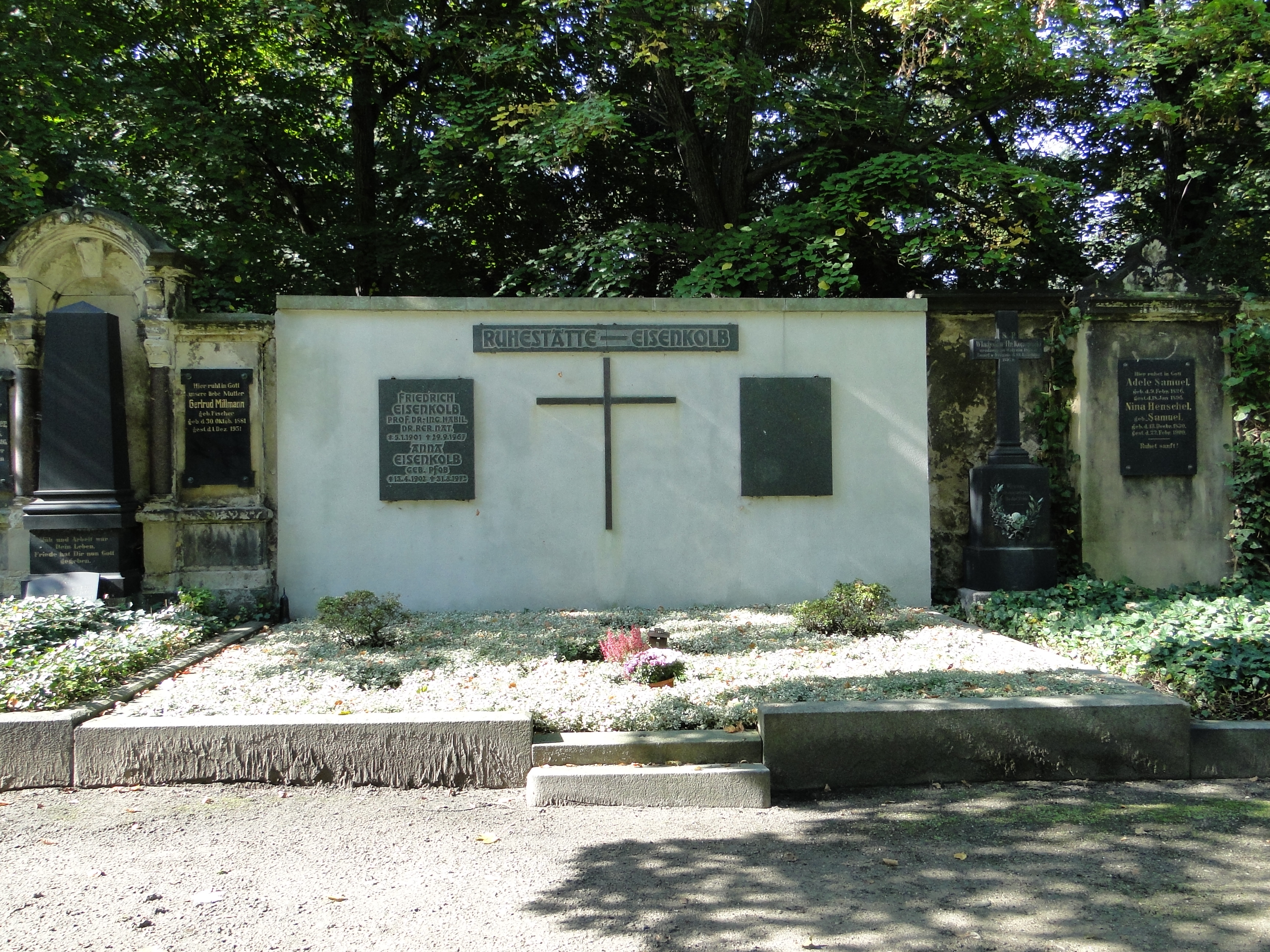
Eisenkolbs Grab auf dem Neuen Katholischen Friedhof in Dresden

Nach dem Abitur studierte Friedrich Eisenkolb von 1919 bis 1923 Chemie und Metallurgie an der Deutschen Technischen Hochschule Prag. Er wurde dort 1924 promoviert und arbeitete anschließend bei der Eisenwerke AG Rothau-Neudek im böhmischen Westerzgebirge. Im Jahr 1928 fertigte er eine zweite Dissertation zum Thema Über das Beizen von Feinblechen an. Im Jahr 1931 wurde er Leiter der Qualitätsstelle und der Forschungs- und Versuchsanstalt der Blechwerke AG Karlshütten. Im Jahr 1937 habilitierte er sich an der Deutschen Technischen Hochschule Prag, wiederum mit einer Arbeit zum Verhalten von Feinblechen, nahm eine Lehrtätigkeit auf und leitete die Forschungs- und Versuchsanstalt der Eisen- und Hüttenwerke Thale. Eisenkolb beantragte am 15. Februar 1940 die Aufnahme in die NSDAP und wurde zum 1. März desselben Jahres aufgenommen (Mitgliedsnummer 7.512.849).
Nach dem Zweiten Weltkrieg war er von 1949 bis zu seiner Emeritierung im Jahre 1966 als Professor für Werkstoffkunde an der Technischen Hochschule Dresden tätig. Im Jahr 1952 gründeten Eisenkolb und Günther Rassmann das Forschungsinstitut für Metallische Spezialwerkstoffe Dresden, ursprünglich als Industrieinstitut und seit 1957 der Deutschen Akademie der Wissenschaften zu Berlin (DAW) zugeordnet. Eisenkolb übernahm das Direktorat und den Bereich Pulvermetallurgie, Rassmann die Stellvertretung und den Bereich Physikalische und Chemische Grundlagen der Spezialwerkstoffe. Im Jahr 1969 wurde das Forschungsinstitut Teil des Zentralinstituts für Festkörperphysik und Werkstoffforschung (ZFW) und ist somit gegenwärtig Teil im 1992 aus dem ZFW gegründeten Leibniz-Institut für Festkörper- und Werkstoffforschung (IFW).
Im Jahr 1953 wurde Eisenkolb zum Ordentlichen Mitglied der Deutschen Akademie der Wissenschaften zu Berlin gewählt. Eisenkolb erhielt 1959 den Nationalpreis der DDR II. Klasse für Wissenschaft und Technik und 1961 den Vaterländischen Verdienstorden in Silber. Er verstarb 1967 in Dresden und wurde auf dem Neuen Katholischen Friedhof beigesetzt.
Bekannt wurde Eisenkolb durch seine mehrbändige Einführung in die Werkstoffkunde, die in der DDR in vielen Auflagen erschien und an den Hochschulen als Grundlagenbuch benutzt wurde. Aus seinem Umfeld sind eine Reihe bekannter akademischer Schüler hervorgegangen wie der langjährige 1. Vizepräsident der Akademie Ulrich Hofmann, zugleich Ordentliches Akademiemitglied.

## Werke (Auswahl)
- Einführung in die Werkstoffkunde, Bd. 1: Allgemeine Metallkunde, Bd. 2: Mechanische Prüfung metallischer Werkstoffe, Bd. 3: Eisenwerkstoffe, Bd. 4: Nichteisenmetalle, Bd. 5: Pulvermetallurgie, Berlin: VEB Verl. Technik, 1957–1967
- Das Tiefziehblech, Monographie – Akademische Gesellschaft 1951 Hrsch. Werner Engelhardt
- Fortschritte der Pulvermetallurgie, Bd. 1: Grundlagen der Pulvermetallurgie; Bd. 2: Technologische Einrichtungen und pulvermetallurgische Werkstoffe, Berlin: Akademie-Verl., 1963